# Аль-Аббас аль-Джаухари
Аль-Аббас ибн Саид аль-Джаухари (араб. العباس بن سعيد الجوهري‎; первая половина IX века) — математик и астроном. Работал в «Доме мудрости» в Багдаде в одно время с аль-Хорезми.

## Биография
Аль-Джаухари родился в Фарабе (совр. Туркестанская область Казахстана), точные даты его рождения и смерти неизвестны. Вместе с Яхьёй ибн Абу Мансуром, аль-Марварруди и Санадом ибн Али участвовал в астрономических наблюдениях в Багдаде (830) и Дамаске (833), на основе которых был составлен «Зидж ал-Мамуна, подвергнутый проверке» (араб. الزيج الماموني الممتحن‎). Вместе с этим же астрономами участвовал в определении длины 1° дуги земного меридиана на равнине Синджар.
Аль-Джаухари написал ряд комментариев к «Началам» Евклида. Он предпринял попытку построения теории пропорций на основе определения равенства отношений как равенства неполных частных при применении к обоим отношениям алгоритма Евклида.
Аль-Джаухари предпринял попытку доказательства V постулата Евклида, о которой сообщает Насир ад-Дин ат-Туси. В основе этого доказательства лежит неявное предположение о том, что если при пересечении двух прямых третьей накрестлежащие углы равны, то это же должно иметь место при пересечении тех же прямых любой прямой. В процессе доказательства V постулата аль-Джаухари доказывает теорему о том, что через всякую точку внутри угла можно провести прямую, пересекающую обе стороны угла. Это последнее утверждение неявно положил в основу своего доказательства Лежандр в 1800 году.

## Труды
- Дополнения к пятой книге «Начал» Евклида;
- Усовершенствование книги «Начал»;
- Книга комментариев к книге Евклида;
- Книга предложений, которые он добавил к первой книге «Начал» Евклида;
- Трактат об определении расстояния от центра Земли до Солнца;
- Зидж[2].